# Edgar Moreau
Pour les articles homonymes, voir Moreau.
Edgar Moreau est un violoncelliste français, né le 3 avril 1994 à Paris.

## Biographie

### Enfance et études
Edgar Moreau naît le 3 avril 1994 à Paris,.
Fils d'antiquaires, il rencontre, à quatre ans, le violoncelliste Carlos Beyris, après une promenade fortuite avec son père dans les rues de Paris, lorsqu'ils rentrent dans une boutique d'antiquités où un son de violoncelle l'a interpellé ; c'est dans ce contexte qu'il prend ses premiers cours de violoncelle.
En parallèle, il commence, à l'âge de sept ans, l'étude du piano, instrument pour lequel il obtient son prix au conservatoire à rayonnement régional de Boulogne-Billancourt en 2010.
Après avoir suivi l'enseignement de Xavier Gagnepain, il poursuit ses études au Conservatoire national supérieur de musique et de danse de Paris dans la classe de Philippe Muller en violoncelle et de Claire Désert pour la musique de chambre.

### Concours et début de carrière
À 15 ans, il remporte le Prix du jeune soliste au Concours Rostropovitch et à 17 ans, le deuxième prix du Concours international Tchaïkovski. En 2013, il signe un contrat d'exclusivité chez Erato, et son premier enregistrement, un récital de pièces pour violoncelle et piano avec Pierre-Yves Hodique, paraît en 2014. « Révélation soliste instrumental de l'année » aux Victoires de la musique classique 2013, il est « Soliste instrumental de l'année » lors de l'édition 2015. De 2015 à 2018 Edgar Moreau est artiste des concerts « Junge Wilde » au Konzerthaus de Dortmund.

### Concerts et enregistrements
Le 27 novembre 2015, il interprète la sarabande de la 2e suite de Jean-Sébastien Bach lors de la cérémonie se déroulant aux Invalides en hommage aux victimes des attentats du 13 novembre 2015 à Paris.
En 2022, il enregistre les concertos pour violoncelle de Mieczysław Weinberg et d'Henri Dutilleux ; l'album sort en octobre 2023.
En janvier 2024, il interprète des trios de Schubert avec Sunwook Kim et Clara-Jumi Kang au théâtre des Champs-Élysées. L'été suivant, il accompagne Lucas Debargue aux Rencontres musicales d'Évian.

## Famille
Il est l'aîné d'une fratrie de musiciens. Sa sœur Raphaëlle Moreau est violoniste, son frère David Moreau est violoniste et son frère Jérémie Moreau est pianiste.  Ensemble, ils se produisent en concert et ont publié en novembre 2020 A Family Affair, un disque (Warner /Erato) de la musique d'Antonín Dvořák et Erich Wolfgang Korngold.

## Discographie
- Play : Pièces pour violoncelle et piano d'Elgar, Paganini, Fauré, Dvorák, Poulenc, Tchaïkovski, Massenet, Popper, Gluck... - avec Pierre-Yves Hodique. Erato, 2014
- Giovincello : Concertos pour violoncelle et orchestre de Joseph Haydn, Antonio Vivaldi, Giovanni Platti, Luigi Boccherini et Carlo Grazziani - avec l'ensemble Il Pomo d'Oro, dirigé par Ricardo Minasi. Erato, 2015
- Le Roi qui n'aimait pas la musique : conte musical, texte de Mathieu Laine, par Renaud Capuçon (violon), Edgar Moreau (violoncelle), Paul Meyer (clarinette) et Karol Beffa (piano), livre-disque Gallimard jeunesse, 2017
- Sonates françaises pour violoncelle romantique (French Romantic Cello Sonatas) : sonates de César Franck, Francis Poulenc, Rita Strohl et Fernand de la Tombelle - avec David Kadouch, piano. Erato, 2019
- Offenbach - Gulda Cello Concertos : Concertos pour violoncelle et orchestre de Friedrich Gulda et Jacques Offenbach avec Raphaël Merlin et Les Forces Majeures. Erato, 2019
- A Family Affair : Cinq Bagatelles, Op. 47 de Antonín Dvořák et Suite, Op. 23 de Erich Wolfgang Korngold - avec Raphaëlle Moreau, violon, David Moreau, violon, Jérémie Moreau, piano. Erato, 2020
- Sonates & Trio de Camille Saint-Saens avec Renaud Capuçon et Bertrand Chamayou, Erato, 2020
- Transmission pièces pour violoncelle et orchestre de Ernest Bloch, Erich Wolfgang Korngold, Max Bruch et Maurice Ravel, avec Michael Sanderling et le Luzerner Sinfonieorchester, Erato, 2022
- Weinberg & Dutilleux: concerti Concerti pour violoncelle et orchestre de Mieczyslaw Weinberg et Henri Dutilleux, avec Andris Poga et le WDR Sinfonieorchester, Erato, 2023